# Patrick Magee
Patrick George Magee (nascido McGee; 31 de março de 1922 – 14 de agosto de 1982) foi um ator norte-irlandês. Ele foi conhecido por suas colaborações com os dramaturgos Samuel Beckett e Harold Pinter, às vezes chamado de "ator favorito de Beckett", bem como pela criação do papel do Marquês de Sade nas produções originais de palco e tela de Marat/Sade.
Conhecido por sua voz distinta, ele também apareceu em vários filmes de terror e em dois filmes de Stanley Kubrick – A Clockwork Orange (1971) e Barry Lyndon (1975) – e três filmes de Joseph Losey – The Criminal (1960), The Servant (1963) e Galileo (1975). Ele foi membro da Royal Shakespeare Company de 1964 a 1970.
A crítica Antonia Quirke descreveu-o postumamente como "uma presença tão cheia de estranheza, carisma, diferença e poder", enquanto o estudioso Conor Carville escreveu que Magee era um "bad-boy de vanguarda" e "uma figura muito importante e injustamente esquecida que representa um aspecto importante da efervescência cultural das décadas de 1960 e 1970 na Grã-Bretanha".

## Biografia
McGee (ele mudou a grafia de seu sobrenome para Magee quando começou a atuar, provavelmente para evitar confusão com outro ator) nasceu em uma família católica de classe média em 2 Edward Street, Armagh, Condado de Armagh. O mais velho de cinco filhos, ele foi educado na St. Patrick's Grammar School.

### Atuação em palco
Sua primeira experiência no palco na Irlanda foi com a companhia itinerante de Anew McMaster, apresentando as obras de Shakespeare. Foi aqui que ele trabalhou pela primeira vez com Pinter. Ele foi então trazido para Londres por Tyrone Guthrie para uma série de peças irlandesas. Ele conheceu Beckett em 1957 e logo gravou trechos do romance Molloy e do conto From an Abandoned Work para a rádio BBC. Impressionado com "a qualidade rachada da voz distintamente irlandesa de Magee", Beckett solicitou cópias das fitas e escreveu Krapp's Last Tape especialmente para o ator. Produzida pela primeira vez no Royal Court Theatre em Londres em 28 de outubro de 1958, a peça estrelou Magee dirigida por Donald McWhinnie. Uma versão televisionada com Magee dirigida por McWhinnie foi posteriormente transmitida pela BBC2 em 29 de novembro de 1972. O biógrafo de Beckett, Anthony Cronin, escreveu que "havia um sentido em que, como ator, ele estava esperando por Beckett como Beckett estava esperando por ele."
Em 1964, ele se juntou à Royal Shakespeare Company, depois que Pinter, dirigindo sua própria peça The Birthday Party, o solicitou especificamente para o papel de McCann, e afirmou que ele era o mais forte do elenco. Em 1965, ele interpretou o Marquês de Sade na produção de Peter Brook de Marat/Sade de Peter Weiss, e quando a peça foi transferida para a Broadway, ele ganhou um Tony Award de Melhor Ator Coadjuvante em uma Peça. Ele também apareceu na produção de 1966 da RSC de Staircase, ao lado de Paul Scofield. Em 1969, ele interpretou o Inspetor Hawkins na produção original da RSC de Dutch Uncle. Sua última peça com a companhia foi Battle of Shrivings em 1970, no Lyric Theatre, sob a direção de Peter Hall.
Em 1970, ele interpretou Daniel Webster em Scratch, uma adaptação da Broadway de The Devil and Daniel Webster de Archibald MacLean.

### Carreira cinematográfica
Os primeiros papéis no cinema incluíram The Criminal (1960), Dementia 13 (1963), de Joseph Losey, e The Servant (1963), este último uma adaptação com roteiro de Pinter. Ele também apareceu como o cirurgião-mor Reynolds em Zulu (1964), Séance on a Wet Afternoon (1964), Anzio (1968) e nas versões cinematográficas de Marat/Sade (1967; como de Sade) e The Birthday Party (1968). Ele é talvez mais conhecido por seu papel como o escritor vitimizado Frank Alexander, que tortura Alex DeLarge com a música de Beethoven, no filme A Clockwork Orange (1971), de Stanley Kubrick. Seu outro papel para Kubrick foi como o mentor de Redmond Barry, o Chevalier de Balibari, em Barry Lyndon (1975). Ele reprisou seu papel como Marquês de Sade na adaptação cinematográfica de Marat/Sade, de 1966, também dirigida por Peter Brook.
Magee também apareceu em King Lear (1971), Young Winston (1972), The Final Programme (1973), Galileo (1975), Sir Henry at Rawlinson End (1980) e Chariots of Fire (1981), mas foi mais frequentemente visto em filmes de terror. Estes incluíram o primeiro lançamento de Francis Ford Coppola, Dementia 13 (1963), The Masque of Red Death (1964), de Roger Corman, e o veículo de Boris Karloff Die, Monster, Die! (1965) para a AIP; The Skull (1965), Tales from the Crypt (1972), Asylum (1972) e And Now the Screaming Starts! (1973) para a Amicus Productions; Demons of the Mind (1972) para a Hammer Film Productions; The Black Cat (1981), de Lucio Fulci, e Docteur Jekyll et les femmes (1981), de Walerian Borowczyk, que provou ser seu último papel no cinema.

## Vida pessoal
Magee se casou com Belle Sherry, também natural do Condado de Armagh, em 1958. O casal teve dois filhos, os gêmeos Mark e Caroline (nascidos em fevereiro de 1961), e permaneceram juntos até a morte de Magee.
Ele era conhecido como um "encrenqueiro". Ele frequentemente lutava contra crises de alcoolismo e jogo que afetavam negativamente suas finanças e seus relacionamentos profissionais.
Ele era um republicano irlandês convicto e um militante ativo em causas sociais e políticas de esquerda. Em 1976, ele desempenhou um papel fundamental em persuadir seu sindicato Equity a boicotar a África do Sul por causa das leis de apartheid do país.

## Morte
Grande bebedor, Magee morreu de ataque cardíaco em seu apartamento em Fulham, sudoeste de Londres, em 14 de agosto de 1982, aos 60 anos, de acordo com obituários do The Glasgow Herald e do The New York Times.

## Legado
Conor Carville, da Universidade de Reading, escreveu sobre Magee:
"[Magee] é uma figura muito importante e injustamente esquecida que representa um aspecto importante da efervescência cultural dos anos 1960 e 1970 na Grã-Bretanha. A persona que ele tinha fora do palco era a de um encrenqueiro, e isso se misturava aos papéis para os quais ele era escalado. Ele estava na vanguarda do experimento teatral e cinematográfico da época e, ainda assim, como um defensor da BBC no rádio e na TV e um ator do West End, ele também estava instalado no convencional. Além disso, sua imersão no novo gênero de terror britânico significava que ele se movia em círculos underground. Minha pesquisa revelou uma corrente oculta de desespero em sua carreira, pois ele assumiu esses papéis pela renda que eles forneciam. É esse personagem multifacetado que faz de Magee um para-raios para as tensões e contradições de sua era."
Em 29 de julho de 2017, o ator Stephen Rea, que apareceu ao lado de Patrick Magee em uma produção da peça Endgame de Samuel Beckett, revelou uma blue plaque comemorativa do local de nascimento de Magee em 2 Edward Street, Armagh.
Em uma retrospectiva escrita no 100º aniversário do ator em 2022 no Senses of Cinema, Mark Lager elogiou particularmente Patrick Magee como o personagem Krapp em Krapp's Last Tape de Samuel Beckett e como o personagem McCann em The Birthday Party de Harold Pinter como as melhores performances de sua carreira, ao mesmo tempo em que considerou seu personagem do paciente cego George Carter em Tales from the Crypt de Freddie Francis como sua mais memorável de muitas performances em filmes de terror.

## Filmografia

### Cinema
| Ano  | Título                               | Personagem                     | Notas                                                |
| ---- | ------------------------------------ | ------------------------------ | ---------------------------------------------------- |
| 1960 | The Criminal                         | Barrows                        | aka Concrete Jungle                                  |
| 1961 | Rag Doll                             | Flynn                          | aka Young, Willing and Eager                         |
| 1961 | Never Back Losers                    | Ben Black                      |                                                      |
| 1962 | The Boys                             | Sr Lee                         |                                                      |
| 1962 | A Prize of Arms                      | RSM Hicks                      |                                                      |
| 1963 | Ricochet                             | Inspetor Cummins               |                                                      |
| 1963 | The Young Racers                     | Sir William Dragonet           |                                                      |
| 1963 | The Very Edge                        | Simmonds                       |                                                      |
| 1963 | The Servant                          | Bispo                          |                                                      |
| 1963 | Dementia 13                          | Justin Caleb                   |                                                      |
| 1963 | Operacija Ticijan                    | Dr. Morisijus                  | aka Operation Titian                                 |
| 1964 | Zulu                                 | Cirurgião James Henry Reynolds |                                                      |
| 1964 | Séance on a Wet Afternoon            | Walsh                          |                                                      |
| 1964 | The Masque of the Red Death          | Alfredo                        |                                                      |
| 1965 | The Skull                            | Cirurgião da polícia           |                                                      |
| 1965 | Die, Monster, Die!                   | Dr Henderson                   | Título alternativo: Monster of Terror                |
| 1965 | Portrait in Terror                   | Mauricio Zaroni                |                                                      |
| 1967 | Marat/Sade                           | Marquês de Sade                |                                                      |
| 1968 | Anzio                                | General Starkey                |                                                      |
| 1968 | Decline and Fall... of a Birdwatcher | Maníaco                        |                                                      |
| 1968 | The Birthday Party                   | Shamus McCann                  |                                                      |
| 1969 | Hard Contract                        | Alexi                          |                                                      |
| 1970 | Cromwell                             | Hugh Peters                    |                                                      |
| 1970 | You Can't Win 'Em All                | O General – Atatürk            |                                                      |
| 1971 | King Lear                            | Cornualha                      |                                                      |
| 1971 | The Trojan Women                     | Menelaus                       |                                                      |
| 1971 | A Clockwork Orange                   | Sr Alexander                   |                                                      |
| 1972 | Tales from the Crypt                 | George Carter                  | (segmento 5: "Blind Alleys")                         |
| 1972 | The Fiend                            | Ministro                       | aka Beware My Brethren                               |
| 1972 | Asylum                               | Dr Rutherford                  | (segmento: "Mannikins of Horror")                    |
| 1972 | Young Winston                        | General Bindon Blood           |                                                      |
| 1972 | Pope Joan                            | Monge ancião                   |                                                      |
| 1972 | Demons of the Mind                   | Falkenberg                     |                                                      |
| 1973 | And Now the Screaming Starts!        | Dr Whittle                     |                                                      |
| 1973 | Lady Ice                             | Paul Booth                     |                                                      |
| 1973 | The Final Programme                  | Dr Baxter                      | aka The Last Days of Man on Earth                    |
| 1974 | Luther                               | Hans                           |                                                      |
| 1974 | Simona                               | O pai                          |                                                      |
| 1975 | Galileo                              | Cardeal Bellarmin              |                                                      |
| 1975 | Barry Lyndon                         | O Cavaleiro de Balibari        |                                                      |
| 1977 | Telefon                              | General Strelsky               |                                                      |
| 1979 | The Brontë Sisters                   | Reverendo Bronte               |                                                      |
| 1980 | Rough Cut                            | Ernst Mueller                  |                                                      |
| 1980 | The Sleep of Death                   | Marquês                        |                                                      |
| 1980 | Hawk the Slayer                      | Padre                          |                                                      |
| 1980 | Sir Henry at Rawlinson End           | Reverendo Slodden              |                                                      |
| 1981 | Chariots of Fire                     | Lorde Cadogan                  |                                                      |
| 1981 | The Monster Club                     | Estalajadeiro – Pai de Luna    |                                                      |
| 1981 | The Black Cat                        | Professor Robert Miles         |                                                      |
| 1981 | Docteur Jekyll et les femmes         | General William Danvers Carew  | aka The Strange Case of Dr. Jekyll and Miss Osbourne |

### Televisão
- 1965 Doctor Finlay's Casebook (episódio: Beware of the Dog)
- 1973 The Protectors (Chase) como Garder
- 1974 King Lear como Rei Lear para a série de seis partes da Thames Television.
- Thriller (1975) como Professor Carnaby
- The Flipside of Dominick Hide e Another Flip for Dominick (1979–82) como Caleb Line (último papel na televisão)

### Rádio
- From an Abandoned Work (peça de rádio de Samuel Beckett) Monólogo transmitido pela primeira vez em 1957 pela BBC.
- Hordes of the Things 1980 como O Narrador.